# Junior Robinson
Steve Lamont "Junior" Robinson (nacido el 15 de febrero de 1996 en Mebane (Carolina del Norte), Estados Unidos, es un jugador de baloncesto profesional estadounidense que mide 1,65 metros y juega en la posición de base en el BSC Raiffeisen Panthers Fürstenfeld de la liga austriaca. 

## Trayectoria deportiva

### Universidad
Es un base eléctrico, formado en los Mount St. Mary's Mountaineers, de la NCAA y en su último año como universitario promedió 22 puntos con un 38,8% de acierto desde el perímetro con 6,28 lanzamientos por partido. Desde el tiro libre acreditó un excelente 89,9% de acierto. Completó sus números con 2,88 rebotes y 4,81 asistencias por encuentro. Fue elegido Jugador del Año de la Northeast Conference en 2018.

### Profesional
Tras logar ser el 15.ª máximo anotador de la NCAA durante la temporada 2017/18, en agosto de 2018, realizó un gran papel en las ligas de verano lo que lo puso bajo los focos del mundo baloncestístico. En agosto de 2018, el jugador firmó por una temporada con el Araberri Basket Club para jugar en Liga LEB Oro, siendo su primera experiencia como profesional.
En diciembre de 2019 se incorpora a las filas del Igualatorio Cantabria Estela de LEB Plata.
En 2020, firma por el Kipinä Basket de la segunda división finlandesa. 
En agosto de 2021, renueva con el conjunto del Kipinä Basket por una temporada más.